# Physaria alpestris
Physaria alpestris là một loài thực vật có hoa trong họ Cải. Loài này được Suksd. miêu tả khoa học đầu tiên năm 1906.